# مايك باك (طبال)
مايك باك (بالإنجليزية: Mike Buck)‏ هو طبال أمريكي، ولد في 17 يونيو 1952 في أوستن في الولايات المتحدة.

## وصلات خارجية
- مايك باك على موقع ميوزك برينز (الإنجليزية)
- مايك باك على موقع أول ميوزيك (الإنجليزية)
- مايك باك على موقع ديسكوغز (الإنجليزية)